# جون وولمان
جون وولمان (بالإنجليزية: John Woolman) (من مواليد 19 أكتوبر عام 1720 (التقويم القديم) / 30 أكتوبر عام 1720 (التقويم الجديد) - 7 أكتوبر عام 1772) تاجر وخياط وصحفي من أمريكا الشمالية، ومُبشِّر مترحّل لجمعية الأصدقاء الدينية (الكويكرز) وهو أيضًا من دُعاة الإبطالية في الولايات المتحدة في الحقبة الاستعمارية. سافر وولمان من مقره في ماونت هولي، ولاية نيوجيرسي بالقرب من فيلادلفيا، بنسلفانيا، عبر المناطق الحدودية في أميركا الشمالية البريطانية بهدف التبشير بمعتقدات الكويكرز والدعوة إلى إبطال العبودية وتجارة الرِّق والقسوة على الحيوانات والمظالم الاقتصادية والقمع والتجنيد الإجباري. ابتداءً من عام 1755 مع اندلاع الحرب الفرنسية والهندية، حثَّ وولمان على مقاومة الضرائب لحرمان الجيش من الدعم. وفي عام 1772، سافر إلى إنجلترا، حيث شجَّع أتباع الكويكرز على دعم إبطال العبودية.
نشر وولمان العديد من المقالات لا سيما تلك المناهضة للعبودية. احتفظ بسيرته الذاتية التي كتبها على مدار حياته، التي نُشِرت بعد وفاته تحت عنوان السيرة الذاتية لجون وولمان (1774). وقد وُضعت في المجلد الأول من ضمن مجموعة كلاسيكيات هارفارد للأدب العالمي منذ عام 1909 إذ يُعتبر عملًا روحيًا أميركيًا بارزًا. نال العمل شهرة واسعة لما يتمتع به من قوة ووضوح في الكتابة النثرية خارج نطاق أتباع الكويكرز مثل الفيلسوف جون ستيوارت مِل والشاعر وليام إليري تشانينج وكاتب المقالات تشارلز لام، الذي حثَّ أحد أصدقائه على «حفظ كتابات جون وولمان عن ظهر قلب». استمرت عملية طباعة سيرته منذ عام 1774، ونُشِرت بأعداد كبيرة. نُشرت أحدث طبعة علمية لها عام 1989.

## سيرته

### حياته المهنية
في شبابه، بدأ وولمان العمل موظفًا مكتبيًا لدى تاجر. وعندما بلغ الـ 23 عامًا، طلب منه صاحب العمل أن يكتب فاتورة بيع أحد العبيد. ورغم أنه أخبر صاحب العمل أنه يعتقد بأن الاستعباد يتعارض مع معتقدات المسيحية لكنه كتب الفاتورة.
عند بلوغه سن الـ 26 عامًا، أضحى تاجرًا مستقلًا وناجحًا. رفض كتابة فاتورة زبون آخر التي تورث أو تنقل ملكية العبد، وبدلًا من ذلك، أقنعه بإعتاق العبد. يعتقد العديد من زملائه (من الكويكرز) أن العبودية أمر غير مقبول، بل خطيئة. بينما احتفظ قسم آخر منهم بالعبيد ولكنهم اعتبروا تجارة العبيد إثمًا.
في نهاية المطاف، تقاعد وولمان من العمل (أي «العمل التجاري») لأنه اعتقد أن جني الأرباح قد شتَّته عن ممارسة دينه. وكتب أنه باشر بالعمل خياطًا كي يكون لديه وقت أكثر للسفر والتقاء زملائه من الكويكرز لإخبارهم عن مخاوفه.

### شهادة البساطة
كان وولمان ملتزمًا بشهادة البساطة التي وضعها الكويكرز. في العشرينيات من عمره، رأى بأن تجارة التجزئة كانت تأخذ الكثير من وقته. واعتقد أنه في مهمة للتبشير «بالحقيقة والنور» بين زملائه وخارجهم. وقال في سيرته الذاتية بأنه قد ترك المتجر لأنه «مُرهِق ويتطلَّب الكثير من الرعاية الظاهرية»، ذلك أن «عقله قد فُطِم عن رغبة العظمة الظاهرية» و«أنه عندما يركز القلب على العظمة، فإن النجاح بالعمل لا يرضي الرغبة». تخلَّى وولمان عن حياته المهنية التجارية ودعم نفسه في عمل الخياطة؛ وأيضًا احتفظ بحقل وفير الإنتاج يعمل فيه.
تناول في سيرته الذاتية وكتابات أخرى أيضًا قضايا الظلم والقهر الاقتصادي وأدرك أن للتجارة الدولية آثارًا محلية. ورغم دعمه لنفسه بمجال الخياطة،  رفض استخدام أقمشة مصبوغة أو ارتداءها، لأنه علم أن العديد من العاملين في صناعة الصبغ قد تسمَّموا ببعض المواد السامة التي يستخدمونها. بسبب قلقه بشأن معاملة الحيوانات، في وقت لاحق من حياته، تجنَّب وولمان ركوب عربات الخيول لأنه اعتقد أنها ممارسة وحشية ضارة بالخيول.
قرَّر وولمان أن يتولى منصب وزير جمعية الأصدقاء في المناطق النائية على الحدود. في عام 1746، ذهب في أول رحلة له مع إسحاق أندروز وسافرا مسافة قُرابة 1,500 ميل ذهابًا وإيابًا مدة ثلاثة أشهر، نحو أقصى الجنوب إلى كارولاينا الشمالية. خلال هذه الرحلات وغيرها، دعا إلى العديد من المواضيع، من ضمنها موضوع العبودية.

## روابط خارجية
- جون وولمان على موقع الموسوعة البريطانية (الإنجليزية)
- جون وولمان على موقع ميوزك برينز (الإنجليزية)
- جون وولمان على موقع إن إن دي بي (الإنجليزية)